# Institut du Bon-Pasteur
Pour les articles homonymes, voir IBP.
L'Institut du Bon-Pasteur (I.B.P.) est une société de vie apostolique de prêtres et de séminaristes catholiques traditionalistes, érigée le 8 septembre 2006 par la Congrégation pour le clergé. Il a sa maison mère à la paroisse Saint-Éloi de Bordeaux et, depuis 2013, son secrétariat central à Courtalain, en Eure-et-Loir. C'est là que résident son fondateur et supérieur général émérite, Philippe Laguérie, ainsi que l'actuel supérieur général.
L'institut est accusé de prôner l'intégrisme et d'être proche de groupes d'extrême droite,,.

## Création et but de l'Institut
Ses membres fondateurs sont d'anciens prêtres et séminaristes traditionalistes de la Fraternité sacerdotale Saint-Pie-X (FSSPX) qui défendaient la nécessité d’une régularisation canonique avec les autorités catholiques romaines,. L’Institut du Bon-Pasteur est constitué au départ, en 2006, de cinq prêtres et d’un diacre : Paul Aulagnier, un proche de Marcel Lefebvre, Guillaume de Tanoüarn, Christophe Héry, Henri Forestier et Philippe Laguérie, curé de l'église Saint-Nicolas-du-Chardonnet de 1984 à 1997,,. Philippe Laguérie est désigné comme supérieur général par la Commission pontificale Ecclesia Dei, chargée à Rome des fidèles traditionalistes.
La Commission pontificale Ecclesia Dei « approuve pour cinq ans, ad experimentum, les constitutions dudit institut telles qu’elles se trouvent dans le texte mis en annexe à ce décret. Enfin, aux membres de cet institut, elle confère le droit de célébrer la liturgie sacrée, en utilisant, et comme leur rite propre, les livres liturgiques en vigueur en 1962, à savoir le missel romain, le rituel romain et le pontifical romain pour conférer les ordres, et aussi le droit de réciter l’office divin selon le bréviaire romain édité la même année ».
Lors du chapitre général de juillet 2012, le vote, qui devait désigner pour un nouveau mandat de six ans le nouveau supérieur général, aboutit à une crise dans l'institut. En effet le chapitre général de l’Institut du Bon Pasteur, annonce avoir désigné l’abbé Roch Perrel, supérieur du séminaire de Courtalain, comme nouveau supérieur général, succédant ainsi à Philippe Laguérie. Mais les cinq fondateurs de l’IBP refusent ce résultat et en appellent à Rome pour maintenir Philippe Laguérie comme supérieur général. Avec l'intervention modératrice d'Antoine Forgeot, abbé émérite de l'abbaye Notre-Dame de Fontgombault nommé commissaire apostolique par le Vatican, la crise s'achève en septembre 2013, confirmant l'abbé Philippe Laguérie en tant que supérieur général.
Le chapitre général de 2019 aboutit à la nomination du Colombien Luis Gabriel Barrero en tant que supérieur général. Depuis août 2021, ses assistants généraux sont les abbés Yannick Vella et Matthieu Raffray, ce dernier ayant remplacé l'abbé Paul Aulagnier décédé quelques mois plus tôt. En 2021, l'IBP compte plus de cinquante prêtres. 
Matthieu Raffray, ordonné prêtre en 2009 pour l’Institut du Bon-Pasteur, proche de la mouvance identitaire, enseigne la philosophie à l’Angelicum, l'université pontificale de l’ordre dominicain à Rome; il est nommé assistant du Supérieur général en août 2021. Selon La Croix, en 2024, il fait partie des influenceurs catholiques les plus suivis. Il se donne comme mission d’« évangéliser ces milieux identitaires et nationalistes » et déclare : « J’aime bien le côté provoc’, les choses qui font du bruit ». En mars 2024, il compare l’homosexualité à une faiblesse comme la colère ou la gourmandise précisant que l’homosexualité peut être guérie, sous réserve d'éviter « la voix du démon ». Après ces propos, Aurore Bergé fait auprès du procureur de la République un signalement qui est classé sans suite. Pour Paul Colrat, philosophe catholique : « Son rôle est officiellement d’évangéliser la jeunesse d’extrême droite, mais je crains qu’il soit plutôt de donner un supplément d’âme à ce courant qui monte en France » »,. Les associations STOP Homophobie et Mousse annoncent porter plainte contre Matthieu Raffray en juin 2024 pour injure et incitation à la haine homophobe.

## Fondations de l'Institut et structures associées

### L'église Saint-Éloi

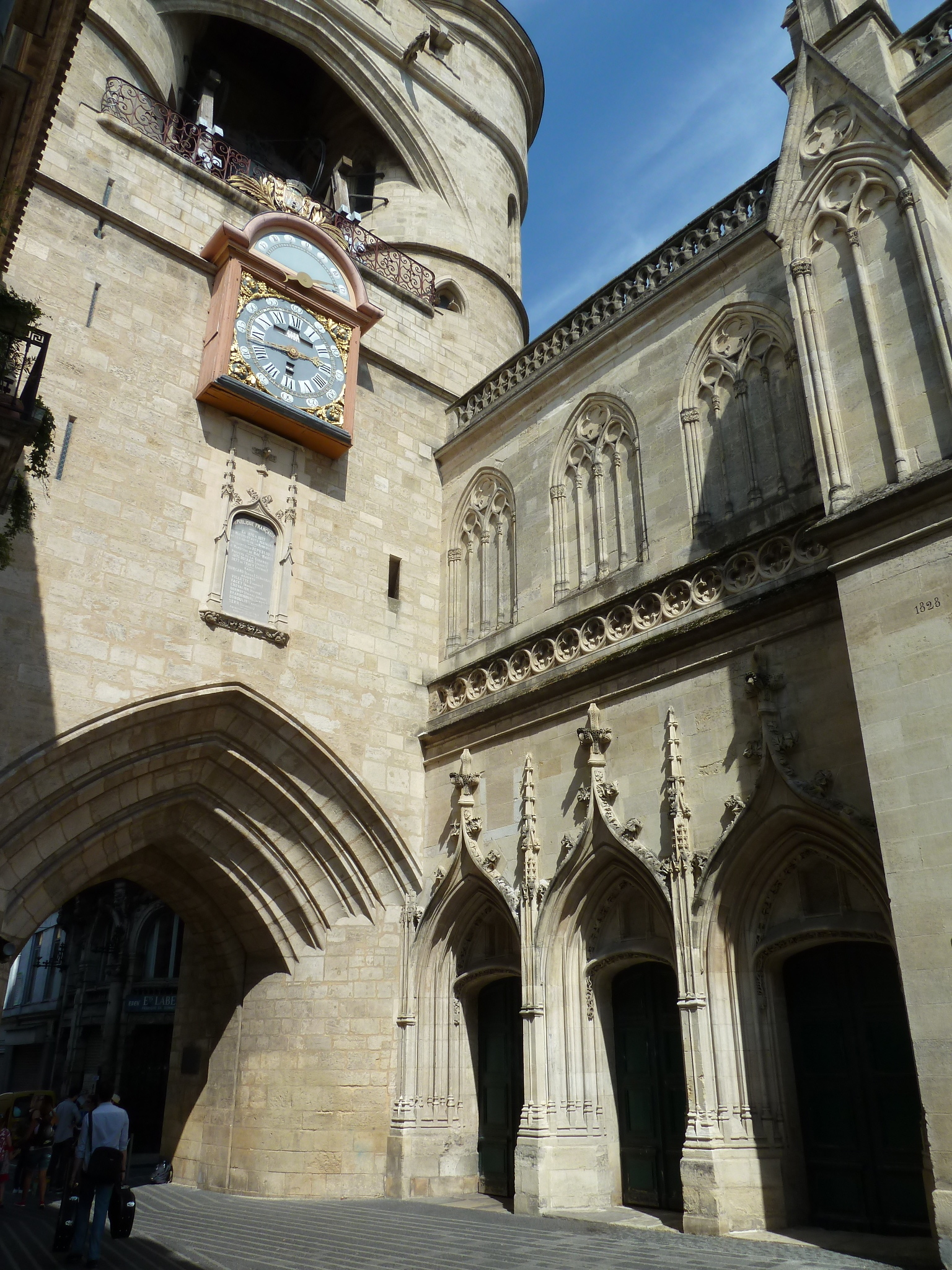
L'église Saint-Éloi de Bordeaux.

Ancien siège de l’Institut depuis février 2007 et jusqu'en août 2011, l’église Saint-Éloi à Bordeaux est une « paroisse personnelle » confiée pour une période ad experimentum de cinq ans à l’IBP par le cardinal Jean-Pierre Ricard, archevêque de Bordeaux,.
L’occupation de l’église par les traditionalistes ne date cependant pas de 2007. Depuis 1993, la ville de Bordeaux en dispose avec l’accord du diocèse de Bordeaux. Selon un membre du diocèse de Bordeaux, la paroisse est occupée illégalement depuis 2001 par Philippe Laguérie, représentant à l'époque de la Fraternité sacerdotale Saint-Pie-X à Bordeaux. Le 28 janvier 2002, la municipalité d’Alain Juppé confie ce lieu à l’association « Église Saint-Éloi », animée par l’abbé Philippe Laguérie, qui s’engage à le restaurer mais cette décision est contestée par le diocèse, ainsi que le Parti socialiste (PS). La bataille juridique qui s’amorce dure deux ans et se conclut avec la délibération du conseil municipal de juin 2004, défavorable à l’association, qui prend acte de la décision du tribunal d'annuler la mise à disposition (en première instance en décembre 2002 et confirmé en appel en avril 2004). Dès lors, la convention qui liait la ville à l’association « Église Saint-Éloi » est définitivement rompue et l'association se rend coupable d'occupation illégale. Pourtant, les traditionalistes ne quitteront pas les lieux, et ne seront jamais expulsés, ce qui provoquera des critiques à l'égard d'Alain Juppé.
Lorsque l'Institut du Bon-Pasteur est érigé avec l'accord de Benoît XVI – à la condition que ses membres reconnaissent l'autorité du pape et du concile Vatican II –, une entente est de nouveau possible entre les occupants de Saint-Éloi et le cardinal Jean-Pierre Ricard. Cette entente donne naissance à la création de la paroisse personnelle de Saint-Éloi, pour une durée de cinq ans.

### Le séminaire Saint-Vincent-de-Paul de Courtalain
Saint-Vincent-de-Paul est le séminaire de formation des prêtres de l'IBP, à Courtalain, en Eure-et-Loir, dans le diocèse de Chartres.
Il a été ouvert le 21 octobre 2006, sous la direction de l'abbé Paul Aulagnier. Le corps professoral est alors composé des abbés Henri Forestier, recteur, Yannick Vella, vice-recteur, Roch Perrel, Leszek Krolikowski et Stefano Carusi.

### Écoles Saint-Projet
Fondée en 2005 à Bordeaux, rue d’Ornano, par l’association Saint-Projet, cette école privée hors contrat a ouvert ses portes le 9 janvier 2006. L'école est alors dirigée par le prêtre Régis Spinoza, membre de l'institut du Bon-Pasteur, jusqu'à son départ en 2010, pour créer l'école de l'Angélus dans le Cher. L'association Saint-Projet, sous la présidence de l'avocat bordelais Thomas Rivière, est constituée de paroissiens de l’église Saint-Éloi. À la suite d'une émission de France 2, Les Infiltrés en 2010, le rectorat organise deux contrôles de l'établissement qui aboutissent à la fermeture du collège Don Bosco Saint-Projet et au maintien de l'école maternelle et primaire,.
La Fondation pour l'école participe au financement des structures éducatives de l'Institut du Bon-Pasteur,.

### Couvent Saint-Paul

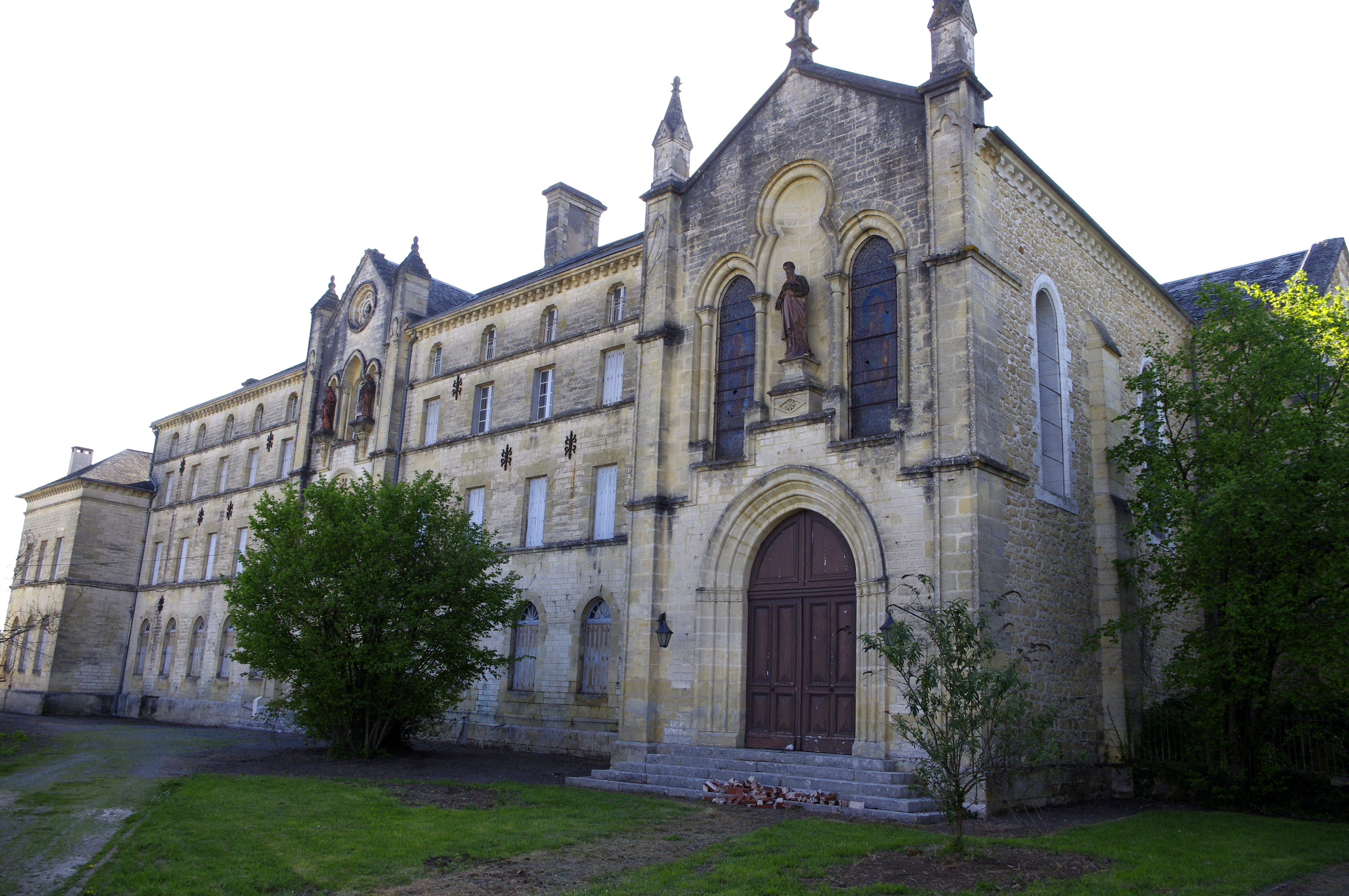
Couvent Saint-Paul de Thiviers.

En 2019, Paul Aulagnier, assistant général de l’Institut du Bon Pasteur, achète pour 80 000 euros l'ancien couvent Saint-Paul de Thiviers, en Dordogne. L'objectif est de créer un centre de formation et de retraites, notamment pour pré-séminaristes et séminaristes.

## Affaires judiciaires

### Procès en diffamation
Le 27 avril 2010, une émission de France 2, Les Infiltrés, diffuse un documentaire intitulé « À l'extrême droite du Père », dont des séquences sont tournées en caméra cachée dans le collège Don Bosco Saint-Projet. On y découvre que les contenus enseignés sont tronqués et que les élèves de l’école sont «manipulés». Le maréchal Philippe Pétain est présenté comme « un homme qui a rendu d'énormes services à son pays » et Charles de Gaulle comme un déserteur. Des conversations entre professeurs et parents ont un caractère clairement raciste, des propos haineux sont tenus et des élèves entonnent des chants nazis antisémites. Le reportage établit un lien entre Dies Irae, organisation d'extrême droite dirigée par un ancien militant du Front national, et l'Institut du Bon-Pasteur. 
À la suite de la diffusion de ce reportage, Yannick Vella, curé de Saint-Éloi, et Philippe Laguérie intentent et perdent un procès pour diffamation à l'encontre de quatre journalistes, dont David Pujadas et Hervé Chabalier, fondateur de l’agence CAPA. Le tribunal correctionnel de Paris reconnaît la « bonne foi » des journalistes dans sa décision du 16 octobre 2014,.